# Dhekelia (Cipro)
Dhekelia è una città di Akrotiri e Dhekelia, due territori dell'isola di Cipro occupati da basi militari del Regno Unito.
Le basi di Dhekelia e quella di Akrotiri costituiscono una zona dell'isola di Cipro rimasta sotto la sovranità britannica in base agli articoli 1 e 2 del Trattato di Zurigo del 1959 firmato da Regno Unito, Grecia e Turchia; il resto del territorio ha ottenuto l'indipendenza il 16 agosto 1960.